# SkyTeam
SkyTeam je udruženje zračnih prijevoznika utemeljeno u lipnju 2000. godine. Sjedište udruženja se nalazi u Međunarodnoj zračnoj luci Schiphol u Amsterdamu. Udruženje su osnovala četiri člana: Aeroméxico, Air France, Delta Air Lines i Korean Air. Od tri najveća svjetska udruženja, SkyTeam je posljednje utemeljeno udruženje. Bez obzira na to, ostvarili su brzi rast kako broja putnika tako i broja članova udruženja te su sada drugo po veličini udruženje u svijetu. Na prvom mjestu je Star Alliance, a na trećem mjestu je Oneworld. SkyTeam trenutno čini 20 zračnih prijevoznika s pet kontinenata i djeluju pod sloganom "Caring more about you". Posjeduju i cargo udruženje pod nazivom SkyTeam Cargo koje čine deset članica SkyTeama i kasnije priključeni China Airlines.
U 2004. su ostvarili najveće proširenje broja članova. Tada su se istovremeno kao punopravni članovi priključili Continental Airlines, KLM i Northwest Airlines. Sljedeće veće proširenje je nastupilo 2010. godine kada se članom udruženja postali Aerolíneas Argentinas, China Airlines, i Garuda Indonesia.
U ožujku 2014. SkyTeam leti na više od 1.000 odredišta u 178 zemalja te dnevno ima više od 17.700 letova s flotom od preko 4.400 zrakoplova. Godišnje članovi udruženja prevezu oko 588 milijuna putnika.

## Članovi Udruženja
Punopravni članovi SkyTeam udruženja i njihovi pridruženi članovi su (ožujak 2014.):